# Felix Krieger
Felix Krieger (geb. 1975 in Freiburg im Breisgau) ist ein deutscher Dirigent und Komponist.

## Leben
Krieger studierte zunächst als Jungstudent Klavier und Musiktheorie an der Musikhochschule Freiburg, bevor er ein Dirigierstudium bei Klauspeter Seibel in Hamburg sowie bei Carlo Maria Giulini in Fiesole/Italien absolvierte. Er begann seine Karriere 2000 als Kapellmeister in Bielefeld und wirkte als Assistent von Claudio Abbado bei den Berliner Philharmonikern und den Salzburger Festspielen sowie als Assistent von Daniele Gatti für Stefan Herheims Parsifal bei den Bayreuther Festspielen.
Krieger ist regelmäßiger Gastdirigent an Opernhäusern wie der Staatsoper Berlin, der Semperoper Dresden, der Pariser Oper oder dem Teatro Comunale di Bologna. Darüber hinaus dirigierte er Produktionen u. a. an der Deutschen Oper Berlin, der Opéra National de Paris, dem Opernhaus Oslo, der Staatsoper Stuttgart, dem Teatro Giuseppe Verdi Triest und dem Teatro Carlo Felice Genua.
Er dirigierte Konzerte u. a. mit dem BBC Scottish Symphony Orchestra, den Bukarester Philharmonikern, dem Deutschen Symphonie-Orchester Berlin, dem Münchner Rundfunkorchester oder dem Stuttgarter Kammerorchester. 2002 begleitete er führende Musiker des Chicago Symphony Orchestra auf ihrer allerersten Reise nach China und dirigierte ein gemeinschaftliches Konzert mit dem Shanghai Symphony Orchestra.
Felix Krieger ist Gründer der Berliner Operngruppe, deren Künstlerischer Leiter und Dirigent er seit 2010 ist. Mit ihr präsentiert er seitdem jährlich selten zu hörende italienische Opern semiszenisch im Konzerthaus am Gendarmenmarkt.
Im März 2021 erschien die Operngesamtaufnahme von Pietro Mascagnis Iris (Oper) mit der Berliner Operngruppe unter seiner Leitung bei OehmsClassics. Hierfür wurde er als Dirigent des Jahres für den Opus Klassik 2021 nominiert. Mit der Berliner Operngruppe dirigierte er im Mai 2023 die posthume Uraufführung von Donizettis Oper Dalinda im Konzerthaus Berlin. Die Weltersteinspielung von Dalinda, ein Live-Mitschnitt der Uraufführung, erschien im März 2024 ebenfalls bei OehmsClassics.
Krieger setzt sich auch für zeitgenössische Musik ein. Mit der Camerata Aberta in São Paulo führte er regelmäßig bedeutende Werke zeitgenössischer europäischer Komponisten auf und leitete hier zahlreiche südamerikanische Erstaufführungen (u. a. Werke von Hans Werner Henze, Maurizio Kagel, Matthias Pintscher, Wolfgang Rihm).
2018 erschien sein Album "The Art of Ensemble" mit Werken des spanischen Komponisten Benet Casablancas und der London Sinfonietta bei Sony Classical (Sony Music Entertainment).
Krieger trat 2014 erstmals selbst als Komponist in die Öffentlichkeit. Seine Werke erscheinen bei der Universal Edition.
Er ist Neffe des Musikwissenschaftlers Christoph Wolff und des Philosophen Michael Wolff.

## Diskografie (Auswahl)
- 2018: Benet Casablancas, The Art of Ensemble, The London Sinfonietta, Sony Classical
- 2021: Pietro Mascagni, Iris, Chor und Orchester der Berliner Operngruppe, OehmsClassics
- 2024: Gaetano Donizetti, Dalinda (Weltersteinspielung), Chor und Orchester der Berliner Operngruppe, OehmsClassics
- 2024: Ermanno Wolf-Ferrari, Il segreto di Susanna, Orchester der Berliner Operngruppe, OehmsClassics

## Kompositionen (Auswahl)
- CANTUS I - Zwischen den Welten für Kammerensemble, 2015
- CANTUS II - "... durch alle Lüfte bricht" für Kammerensemble, 2017
- "Oh Luft, Du edles Element, führ hin mein Liedlein behend" für Altflöte und Kontrabass, 2020
- CANTUS III - Íthymbos für Kammerensemble, 2020
- Drei Lieder für Sopran und Orchester, 2021
- Intermezzo für Kammerensemble, 2022